# Собичевский, Василий Тарасович
Василий Тарасович Собичевский (1838, Липканы, Бессарабская область — 1913, Санкт-Петербург) — российский учёный-лесовод и педагог.

## Биография
Родился 31 декабря 1838 (12 января 1839) года в местечке Липканы Бессарабской губернии в семье дворян Черниговской губернии — сын подполковника Житомирского егерского полка.
В 1855 году окончил с серебряной медалью Каменец-Подольскую гимназию. В 1859 году окончил со степенью кандидата математических наук Императорский университет Святого Владимира. По окончании «специального курса лесоводства», в Петербургском лесном и межевом институте был произведён в 1861 году в чин поручика корпуса лесничих и командирован на два года в Германию, Австрию, Францию и Швейцарию для изучения вообще лесных наук и лесной администрации. В 1864 году был назначен преподавателем лесной таксации и лесоустройства в Лесной академии (бывший лесной и межевой институт), после упразднения которой в конце ноября 1865 года переведён ординарным профессором по кафедре тех же предметов в Москву, в Петровскую земледельческую и лесную академию — преподавал в ней 16 лет, причём 8 лет состоял деканом.
С 1881 по 1887 год состоял директором Санкт-Петербургского лесного института, а затем был назначен состоять при министре государственных имуществ и с 1888 года членом лесного специального комитета. Вышел в отставку в 1908 году.
Умер 21 января (3 февраля) 1913 года от склероза сердца.

## Научно-общественная деятельность
Научная внеслужебная деятельность Собического состояла в участии в трудах учёных обществ, съездов, работах по устройству выставок, музеев и т. п.
Так, в 1870 году он принимал участие в организации V лесоводственного отделения II съезда хозяев в Москве и сделал там два доклада; в 1872 году принимал участие в III съезде русских сельских хозяев в Киеве, где им сделан доклад: «О возвращении дубовых низкоствольников с целью получения дубла для выделки кож» («Записки Импер. Общ. Сельск. Хоз. Южн. России». — 1872); в 1873 году организовал лесной отдел в Московском музее прикладных званий и избран пожизненным его директором; участвовал (1874—1898) в съездах лесных хозяев — в Липецке, Риге, Варшаве, Киеве и Самаре, на которых был избираем председателем. С 1882 году состоял председателем лесного общества в Санкт-Петербурге.

### Публикации
Главнейшие из учёных трудов Собичевского:
- в журнале «Сельское хозяйство и лесоводство»: «Опыт разработки некоторых вопросов по лесной таксации» (1866).
- в журнале «Русское сельское хозяйство»: «Материалы для лесной статики — значение подсечки хвойных деревьев в лесном хозяйстве» (1869 год); «Заметки по лесной таксации — современное состояние учения о продолжительности оборота рубки и лесоводственная практика».
- в «Трудах Императорского Московского общества сельского хозяйства» — «Об отношении правительства к лесам общин и частных на Западе Европы» (1877); в «Известиях» Общества любителей естествознания, антропологии и этнографии — «О значении в лесном хозяйстве успехов акклиматизации древесных и кустарных пород» (том XXV, вып. 2-й и 3-й); в «Известиях Петровской земледельческой и лесной академии»: «К вопросу о величине классов толщины стволов деревьев при определении запаса насаждений» (1878 год); в «Ежегоднике С.-Петербургского Лесного Института»: «Материалы для лесной географии России — границы естественного распространения в России липы, остролистного клёна и ясеня» (1886); «Материалы к вопросу об устройстве и ведении хозяйства в лесных дачах, охраняющих верховья и источники рек и их притоки» (1889); «Статистика передвижения лесных продуктов» (1889).
- в «Лесном журнале»: «Новейшие попытки применения видовых чисел к определению запаса насаждений» (1873 год); «Материалы для лесной статики, собранные в Петровской лесной даче — определение содержания плотной древесной массы в складочных мерах» (1874 год); «Современное состояние растительной патологии лесных деревьев и значение растительных паразитов — грибков при возвращении леса» (1875); «Способы обложения лесов земским сбором, практикуемые у нас в России» (1883 год); «О разделении леса в хозяйственном отношении» (1886 год); «Успехи лесной таксации за десятилетие 1876—1885 гг.» (1886, 1887); «О лесной торговле России с Германией за последние годы»; «Соединённые Северо-Американские Штаты в лесохозяйственном отношении» (1890 и 1891 годах); «Лесное дело в царствование имп. Александра III» (1894 год) и др.

Принимал участие в «Лесном календаре» (изд. А. Ф. Девриена, СПб., 1876—1880). Сотрудничал в «Энциклопедическом Словаре Брокгауза и Ефрона» (1891—1896 гг.), где им составлены все статьи по лесному хозяйству на буквы В — К и отчасти Л и редактировал там же сельскохозяйственные статьи на буквы В — К. Официальные труды, изданные на казённый счёт: а) «Материалы для историческо-критического обозрения методов оценки лесного имущества при земском обложении» в 1888 году, б) «Отчёт по командировке 1895 г. в Привислянские губ.» и в) «Столетие учреждения лесного департамента 1798—1898 г.».